# پانیونا
پانیونا (به ایتالیایی: Pagnona) یک کومونه در ایتالیا است که در استان لکو واقع شده‌است.

## خصوصیات
پانیونا ۹٫۰ کیلومترمربع مساحت و ۴۳۴ نفر جمعیت دارد.